# Et liv uden stoffer
Et liv uden stoffer er opfølgningsprogrammet til DR-dokumentaren 100 dage uden stoffer på fem afsnit. Et liv uden stoffer blev første gang sendt på DR1 med premiere den 6. oktober 2012. Programmets præmis var at følge op på de fire unges situation, og hvordan Søren, Mette, Pernille og Morten klarede sig efter første programserie.